# Pomarańcza gorzka
Pomarańcza gorzka, pomarańcza kwaśna (Citrus × aurantium L.) – gatunek rośliny wieloletniej należący do rodziny rutowatych. Pochodzi z południowo-wschodniej Azji.

## Morfologia
PokrójKrzew lub małe drzewo wysokości do 10 m. Młode pędy cierniste.
LiściePodługowatojajowate, pachnące, ogonki oskrzydlone.
KwiatyPąki kwiatowe są białe lub żółtawobiałe i mogą osiągać długość do 25 mm. Wolnopłatkowa korona składa się z 5 grubych podłużnych, wklęsłych płatków z gruczołami olejkowymi widocznymi pod lupą w postaci kropek. Krótki, żółtawozielony, trwały, zrosłodziałkowy kielich ma 5 rozpostartych działek, zrośniętych u podstawy i tworzących gwiazdowatą strukturę przyrośniętą do żółtawozielonej szypułki długości około 5–10 mm. Pąki kwiatowe zawierają co najmniej 20 pręcików o żółtych pylnikach zrośniętych w nasadzie nićmi pręcikowymi w wiązki złożone z 4 lub 5. Zalążnia górna brunatnawoczarna, kulista, zbudowana z 8–10 wielozalążkowych komór i otoczona w nasadzie pierścieniowatym, ziarnistym, położonym poniżej zalążni krążkiem. Gruba, walcowata szyjka słupka zakończona jest główkowatym znamieniem.
OwoceMięsista jagoda, średniej wielkości, spłaszczona, o grubej, ciemnopomarańczowej skórce.

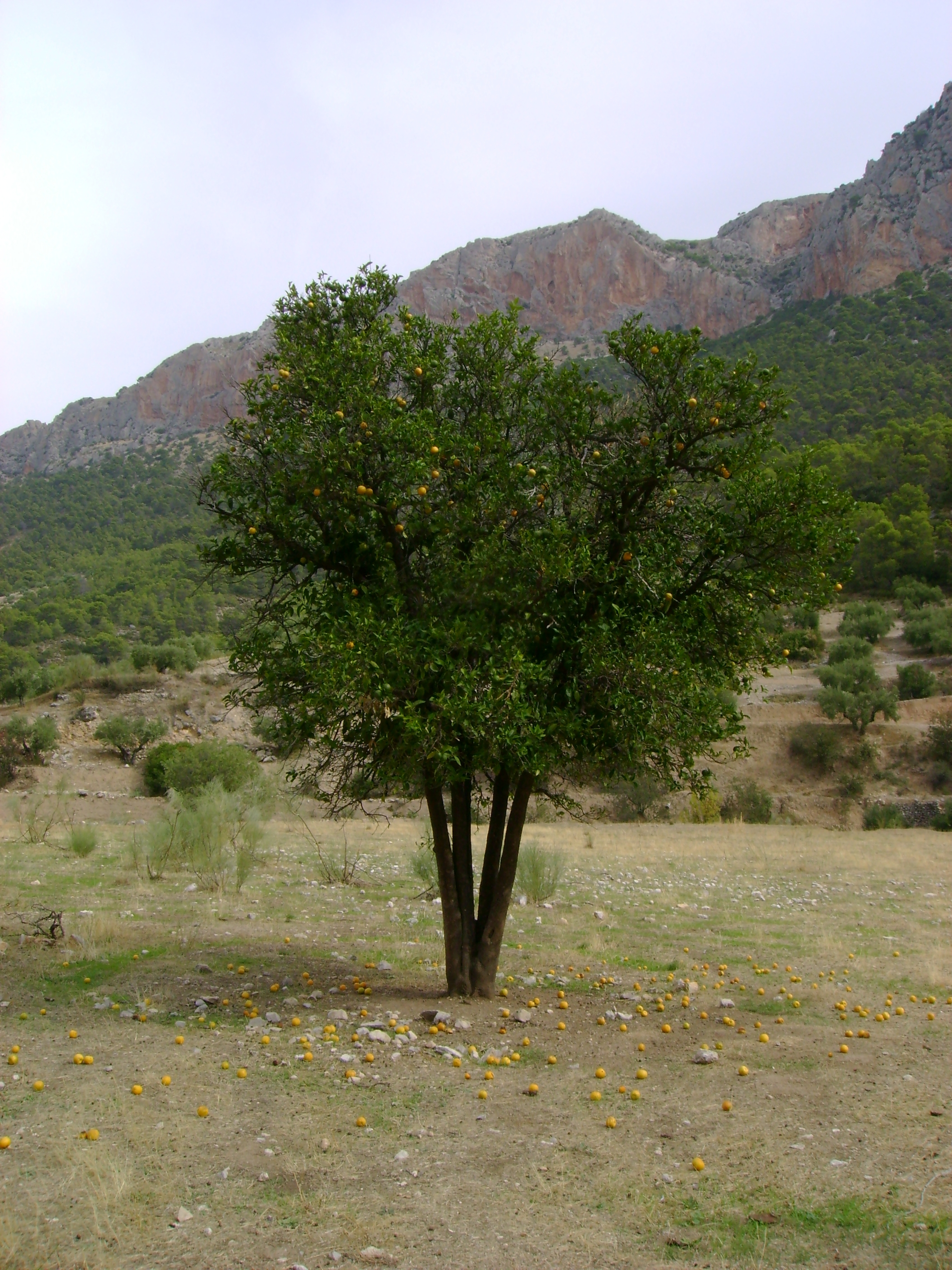
Pokrój
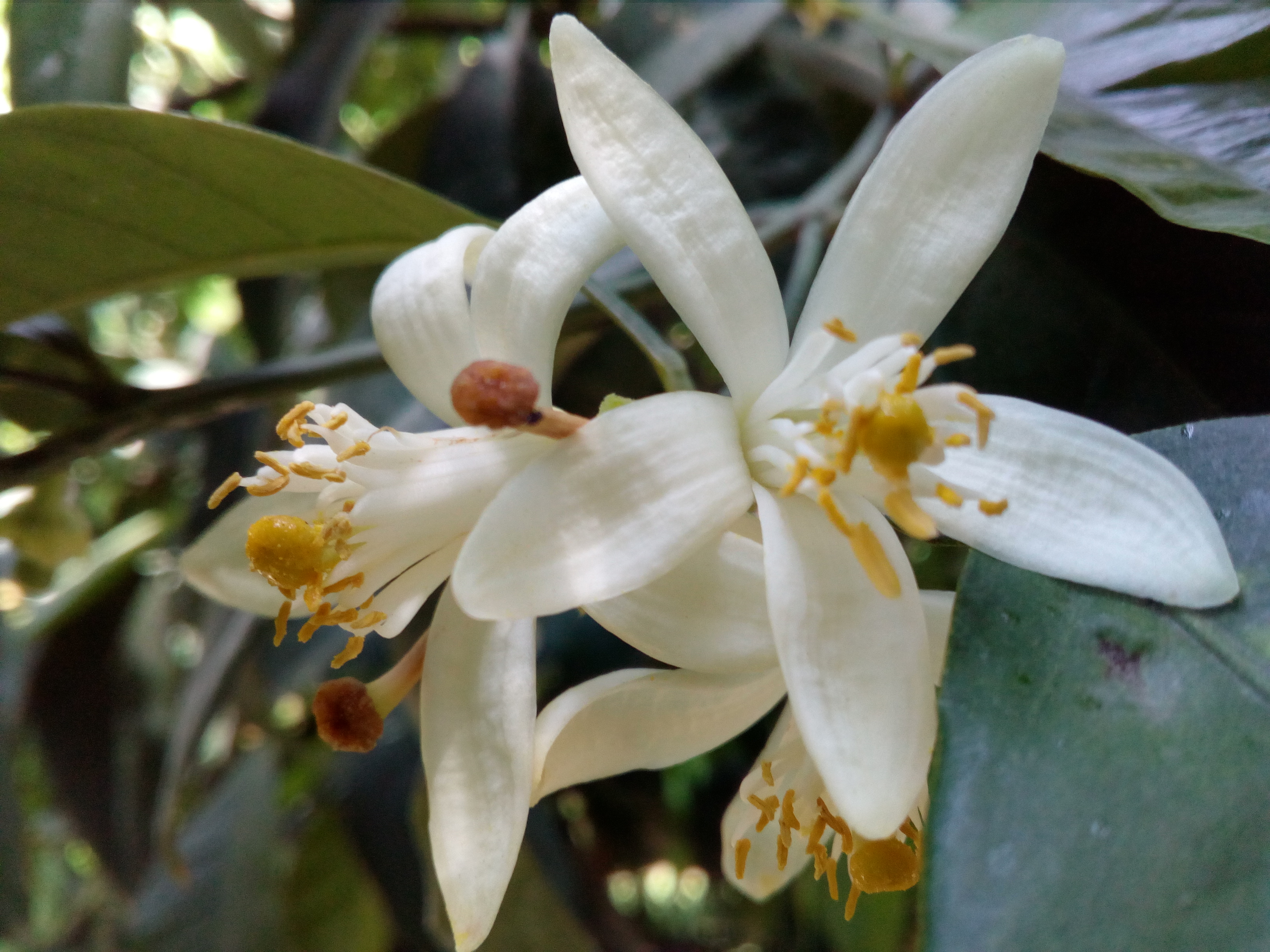
Kwiaty
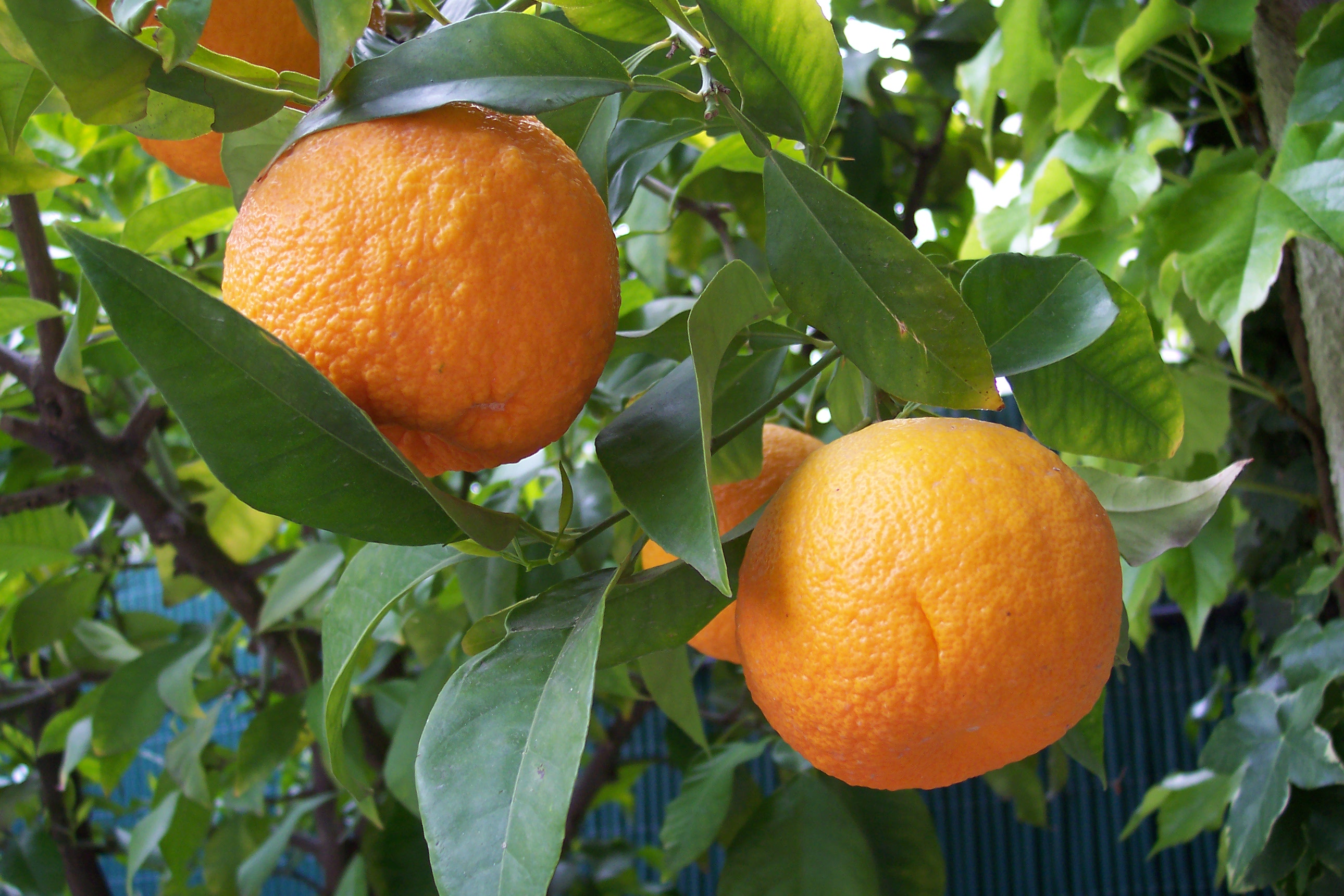
Owoce

## Zmienność
Występuje w dwóch podgatunkach:
- Citrus aurantium ssp. aurantium
- Citrus aurantium ssp. bergamia (Risso & Poit.) Wight & Arn. ex Engler) – pomarańcza bergamota

## Zastosowanie

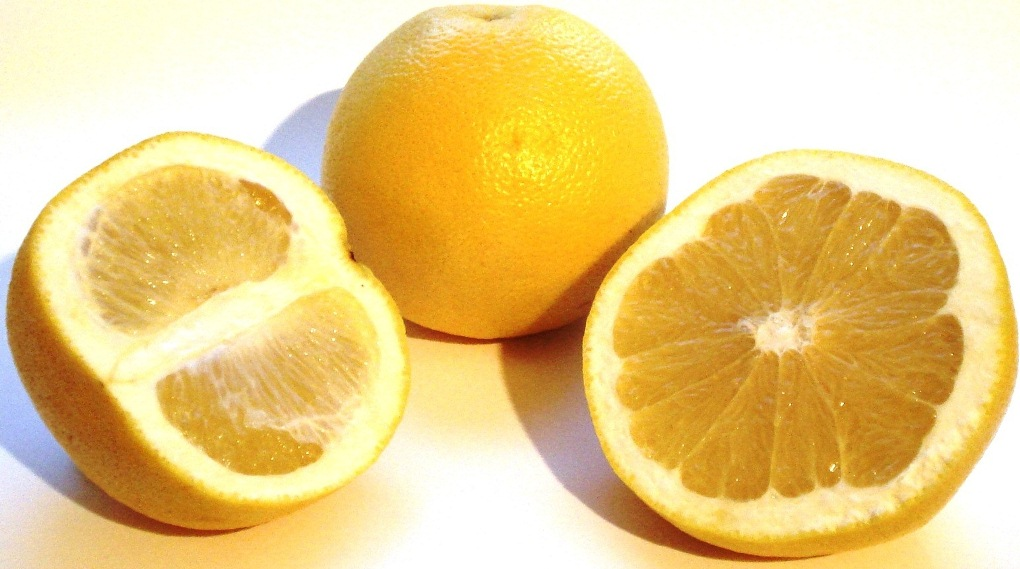
Owoce

Uprawiano ją na obszarze śródziemnomorskim już w X wieku. Aktualnie głównym producentem są Hiszpania i Indie.

### Roślina lecznicza
Surowiec zielarskiOwocnia pomarańczy gorzkiej (Aurantii amari epicarpium et mesocarpium) – wysuszona owocnia zewnętrzna i śródowocnia dojrzałego owocu pozbawiona częściowo białej, gąbczastej tkanki śródowocni i owocno wewnętrznej, zawierająca nie mniej niż 20 ml/kg olejku eterycznego, oraz kwiat pomarańczy gorzkiej (Aurantii amari flos) – wysuszone, całe nierozwinięte kwiaty zawierające minimum 8,0% sumy flawonoidów w przeliczeniu na narynginę.
Działanie i zastosowanieOkłady z oleju prawdopodobnie łagodzą objawy niektórych rodzajów grzybicy; brak dowodów na skuteczność preparatów w jakiejkolwiek innej przypadłości. Zawiera witaminę P, przez co uszczelnia ścianki naczyń włosowatych.

### Roślina jadalna
W smaku owoc jest kwaśny, gorzki i orzeźwiający. Owoce rzadko spożywano na świeżo, raczej w postaci marmolady lub konfitury. Służy również do wyrobu likieru Curaçao. Obsmażone w cukrze okrywy owoców używane są do ozdabiania ciast. Otrzymywany z okrywy olejek pomarańczowy używany jest jako esencja do ciast i słodkich potraw.

### Inne zastosowania
Olejek otrzymywany z pomarańczy gorzkiej znajduje zastosowanie także w:
- perfumerii (m.in. Eau de Cologne): z liści otrzymuje się olejek petitgrain, z kwiatów olejek neroli, ze skórek olejek bitter orange. Zapach olejku z liści pomarańczy gorzkiej jest bardzo odmienny od zapachu neroli czy olejku ze skórek. Najbardziej przydatny w perfumerii jest olejek petitgrain z Paragwaju o szczególnym profilu zapachowym z nutami skóry, tytoniu i ziół o znakomitym zastosowaniu do budowania wielowarstwowej kompozycji perfumeryjnej w stylu kolońskim. Zapach petitgrain jest głęboki i wielowymiarowy, szczególnie pochodzący z Paragwaju ma świetny wpływ na kompozycję perfumeryjną[potrzebny przypis].
- aromaterapii (słynie ze swych właściwości antydepresyjnych).

Siewki pomarańczy gorzkiej są używane jako podkładki pod pomarańczę słodką.